# Keio Challenger International Tennis Tournament
Il Keio Challenger International Tennis Tournament è un torneo professionistico di tennis giocato sul cemento, che fa parte dell'ATP Challenger Tour e dell'ITF Women's World Tennis Tour. Si gioca ai Mamushidani Tennis Courts nel campus Hiyoshi dell'Università Keio a Yokohama, in Giappone. Inaugurato nel 1999 come torneo Challenger maschile, dal 2017 si giocano anche i tornei femminili facenti parte della categoria W25 dell'ITF Women's World Tennis Tour.

## Albo d'oro

### Maschile

#### Singolare
| Anno       | Campione              | Finalista           | Punteggio           |
| ---------- | --------------------- | ------------------- | ------------------- |
| 2024       | Yuta Shimizu          | Li Tu               | 6(4)–7, 6–4, 6–2    |
| 2023       | Yosuke Watanuki       | Yuta Shimizu        | 7–6(5), 6–4         |
| 2022       | Christopher O'Connell | Yosuke Watanuki     | 6–1, 6(5)–7, 6–3    |
| 2021- 2020 | Non disputato         | Non disputato       | Non disputato       |
| 2019       | Kwon Soon-woo         | Oscar Otte          | 7–6(4), 6–3         |
| 2018       | Yasutaka Uchiyama     | Tatsuma Itō         | 2–6, 6–3, 6–4       |
| 2017       | Yūichi Sugita         | Kwon Soon-woo       | 6–4, 2–6, 7–6(2)    |
| 2016       | Non disputato         | Non disputato       | Non disputato       |
| 2015       | Tarō Daniel           | Gō Soeda            | 4–6, 6–3, 6–3       |
| 2014       | John Millman          | Kyle Edmund         | 6–4, 6–4            |
| 2013       | Matthew Ebden         | Gō Soeda            | 2–6, 7–6(3), 6–3    |
| 2012       | Matteo Viola          | Mirza Bašić         | 7–6(3), 6–3         |
| 2011- 2010 | Non disputato         | Non disputato       | Non disputato       |
| 2009       | Takao Suzuki (2)      | Martin Fischer      | 6–4, 7–6(5)         |
| 2008       | Hyung-Taik Lee        | Gō Soeda            | 7–5, 6–3            |
| 2007       | Dudi Sela             | Takao Suzuki        | 6(5)–7, 6–4, 6–2    |
| 2006- 2003 | Non disputato         | Non disputato       | Non disputato       |
| 2002       | Lee Hyung-taik (2)    | John van Lottum     | 2–6, 7–6(2), 7–6(6) |
| 2001       | Takao Suzuki (1)      | Gouichi Motomura    | 6–2, 6(5)–7, 7–6(4) |
| 2000       | Eric Taino            | Julian Knowle       | 7–6(5), 6–4         |
| 1999       | Lee Hyung-taik (1)    | Paradorn Srichaphan | 6–3, 6–0            |

#### Doppio
| Anno       | Campioni                              | Finalisti                             | Punteggio              |
| ---------- | ------------------------------------- | ------------------------------------- | ---------------------- |
| 2024       | Benjamin Hassan Saketh Myneni         | Blake Bayldon Calum Puttergill        | 6–2, 6–4               |
| 2023       | Filip Bergevi Mick Veldheer           | Ray Ho Calum Puttergill               | 2–6, 7–5, [11–9]       |
| 2022       | Victor Vlad Cornea Ruben Gonzales     | Tomoya Fujiwara Masamichi Imamura     | 7–5, 6–3               |
| 2021- 2020 | Non disputato                         | Non disputato                         | Non disputato          |
| 2019       | Moez Echargui Skander Mansouri        | Max Purcell Luke Saville              | 7–6(6), 6(3)–7, [10–7] |
| 2018       | Tobias Kamke Tim Pütz                 | Sanchai Ratiwatana Sonchat Ratiwatana | 3–6, 7–5, [12–10]      |
| 2017       | Marin Draganja Tomislav Draganja      | Joris De Loore Luke Saville           | 4–6, 6–3, [10–4]       |
| 2016       | Non disputato                         | Non disputato                         | Non disputato          |
| 2015       | Sanchai Ratiwatana Sonchat Ratiwatana | Riccardo Ghedin Yi Chu-huan           | 6–4, 6–4               |
| 2014       | Bradley Klahn (2) Matt Reid           | Marcus Daniell Artem Sitak            | 4–6, 6–4, [10–7]       |
| 2013       | Bradley Klahn (1) Michael Venus       | Sanchai Ratiwatana Sonchat Ratiwatana | 7–5, 6–1               |
| 2012       | Prakash Amritraj Philipp Oswald       | Sanchai Ratiwatana Sonchat Ratiwatana | 6–3, 6–4               |
| 2011- 2010 | Non disputato                         | Non disputato                         | Non disputato          |
| 2009       | Yang Tsug-hua Yi Chu-huan             | Aleksej Kedrjuk Junn Mitsuhashi       | 6(9)–7, 6–3, [12–10]   |
| 2008       | Tomáš Cakl Marek Semjan               | Brendan Evans Martin Slanar           | 6–3, 7–6(1)            |
| 2007       | Hiroki Kondo Gō Soeda                 | Satoshi Iwabuchi Toshihide Matsui     | 6(5)–7, 6–3, [11–9]    |
| 2006- 2003 | Non disputato                         | Non disputato                         | Non disputato          |
| 2002       | Lu Yen-Hsun Danai Udomchoke           | Ivo Karlović Mark Nielsen             | 7–6(5), 6–3            |
| 2001       | Takao Suzuki Mitsuru Takada           | Marco Chiudinelli Sebastian Jäger     | 6–3, 6–4               |
| 2000       | Yves Allegro Julian Knowle            | Tim Crichton Ashley Fisher            | 6–3, 7–6(2)            |
| 1999       | Satoshi Iwabuchi Thomas Shimada       | Michael Joyce Kyle Spencer            | 6–2, 6–4               |

### Femminile

#### Singolare
| Anno | Campionessa          | Finalista           | Punteggio     |
| ---- | -------------------- | ------------------- | ------------- |
| 2024 | Alëna Falej (2)      | Hina Inoue          | 3-6, 6-1, 6-4 |
| 2023 | Alëna Falej (1)      | Ayano Shimizu       | 6–3, 7–5      |
| 2022 | Na-lae Han           | Miyu Katō           | 7–5, 6–0      |
| 2021 | Non disputato        | Non disputato       | Non disputato |
| 2020 | Yuriko Miyazaki      | Mai Hontama         | 7–5, 5–7, 6–2 |
| 2019 | Greet Minnen         | Elena-Gabriela Ruse | 6–4, 6–1      |
| 2018 | Veronika Kudermetova | Harriet Dart        | 6–2, 6–4      |
| 2017 | Akiko Ōmae           | Mayo Hibi           | 7–5, 6–2      |

#### Doppio
| Anno | Campionesse                 | Finaliste                       | Punteggio        |
| ---- | --------------------------- | ------------------------------- | ---------------- |
| 2024 | Momoko Kobori Ayano Shimizu | Cho I-hsuan Cho Yi-tsen         | 6-4, 7-6(2)      |
| 2023 | En Shuo Liang Qianhui Tang  | Aoi Ito Natsumi Kawaguchi       | walkover         |
| 2022 | Erina Hayashi Naho Sato (2) | Na-lae Han Mai Hontama          | 6–4, 4–6, [10–5] |
| 2021 | Non disputato               | Non disputato                   | Non disputato    |
| 2020 | Robu Kajitani Naho Sato (1) | Erina Hayashi Kanako Morisaki   | 1–6, 6–4, [10–8] |
| 2019 | Choi Ji-hee Na-lae Han      | Rutuja Bhosale Akiko Omae       | 6–1, 7–5         |
| 2018 | Laura Robson Fanny Stollár  | Momoko Kobori Chihiro Muramatsu | 5–7, 6–2, [10–4] |
| 2017 | Ayaka Okuno Erika Sema      | Kanako Morisaki Minori Yonehara | 6–4, 6–4         |